# Guy Claisy
Guy, Pierre, Camille Claisy, né le 25 février 1924 à Conches-en-Ouche en Normandie, est un coureur cycliste français, spécialiste de la vitesse sur piste.

## Biographie
Son père, Ernest Claisy, ancien pistard, tient un magasin de cycles à Conches jusqu'en 1929, puis à Boulogne-Billancourt. En 1925, Le Miroir des Sports lui consacre un article sur sa précocité en vélo. Membre de l'ACBB, il gagne la grand finale de la course de la Médaille 1940-41,, et gagne des handicaps. En 1941, il finit 3e du championnat de Paris, derrière Dégelas et Senfftleben,. Il réalise 1 min 15 s 1/5 dans une tentative sur le kilomètre lancé, au Vél' d' d'Hiv'. Il gagne le Prix Alfred Riguelle et le Prix d'Auteuil amateurs devant Verna et Dégelas. Il est considéré comme le meilleur sprinteur amateur de l'époque.
En 1942, il gagne le championnat d'hiver de vitesse amateur devant Verna et Gouéry. Il passe professionnel début 1943, managé par Georges Wambst,.
En 1944, il s'essaye au demi-fond, et à l'omnium,,,. En 1946, il fait équipe avec André Degelas en omnium et américaine.
Il participe aux championnats du monde 1947 à Paris; Dans leur série, Scherens et Claisy sont classés « deat-head »; Une manche est recourue, entre eux deux, afin de les départager et c'est Scherens, futur champion du monde, cette année là qui gagne.
En fin de carrière sportive, Il s'installe à Monaco et se tourne vers la route,.

## Palmarès

### Championnat de France
- 1942
  - 2e du championnat de France amateurs
- 1947
  - 3e du championnat de France professionnels

### Grand Prix
- Grand Prix de la ville de Nantes : 1941[25],[8]
- Prix Alfred Riguelle :1941 et 1942[26]
- Prix Friol : 1941
- Prix d'Auteuil amateurs : 1941
- Grand Prix Cyclo-Sport de vitesse : 1941
- Prix Jacquelin
- Prix Petit-Breton : 1943[27]
- Prix Paul Bourrillon : 1943[28]
- 2e du Prix de l'Espérance : 1942 et 1946
- 2e du Grand Prix d'Angers : 1946

### Autres
- Grande finale de la Médaille 1940/41
- 2e du critérium de France de vitesse amateur : 1941[29]
- Championnat d'hiver de vitesse amateur 1941/42[12]
- Critérium d'hiver 1942

## Vie privée
Il épouse Mauricette Stern, le 13 janvier 1948, à Boulogne-Billancourt,.